# Monique Bégin
Monique Bégin (Roma, 1 de marzo de 1936-Ottawa, 8 de septiembre de 2023) fue una socióloga, profesora y política canadiense.

## Biografía
Nacida en Roma, madre belga y padre canadiense, Monique Bégin pasó su infancia en Francia y Portugal antes de emigrar a Canadá al final de la Segunda Guerra Mundial.
Estudió sociología en la Universidad de Montreal, impartió clases en la Universidad McGill y en la Universidad de Notre Dame.
Formó parte de la Real Sociedad de Canadá.

## Premios
- 1996: Miembro de la Real Sociedad de Canadá.
- 1997: Oficial de la orden de Canadá.[4][5]